# دب مثقوب العضدين
دب مثقوب العضدين (الاسم العلمي: Tremarctos) هو جنس من فصيلة الدبيات المستوطنة في الأمريكتين من العصر البليوسيني إلى العصر الهولوسيني. انقرضت الأنواع الشمالية دب فلوريدا قصير الوجه منذ 11000 عام. النوع الوحيد من أنواع تريماركتوس هو أبو نظارة في أمريكا الجنوبية.

## التسمية
أتى جذر trem من الكلمة اليونانية التي تعني "ثقب"؛ و arctos هي كلمة يونانية تعني "دب". Tremarctos هي تسمية تشير إلى ثقب غير عادي في عضد الحيوان.

## أنواع
- دب أبو نظارة Tremarctos ornatus